# Negra Lacus
Il Negra Lacus è una struttura geologica della superficie di Titano.